# 묘도인 이츠키
묘도인 이츠키(일본어: 明堂院 いつき, 한국명: 강해라)는 토에이 애니메이션의 프리큐어 시리즈 《하트캐치 프리큐어!》에 등장하는 가공의 인물이다. 애니메이션에서 목소리를 연기한 성우는 일본판은 쿠와시마 호우코, 한국판은 김나율이다.

## 개요
큐어 선샤인으로 변신하며, 변신 시 파트너는 포프리. "프리큐어 오픈 마이 하트"라고 외치며 변신한다. 프리큐어로 각성은 23화. 마음의 꽃은 모란.

### 인물
사립 명당 학원 중등부 2학년. 할아버지가 학교의 이사장이며, 유명한 무예 도장을 운영하고 있다. 할아버지 이외의 가족은 부모님과 오빠 1명이 있다.
학교에서 학생회장을 맡고 있으며, 성적도 우수하며 무술에도 능통한 그야말로 문무겸비. 항상 밝은 미소와 온화한 언행으로 학교 내에서도 동경의 대상으로 여겨지고 있다.
병약한 오빠를 대신해 가문을 잇기 위해, 평소 학교에서는 항상 흰색의 남자 교복을 입으며 남장을 하고 다닌다. 이는 전교생이 다 아는 사실이지만 이를 모르는 전학생인 하나사키 츠보미를 한눈에 반하게 만들정도로 미소년같은 외모를 하고 있다. 하지만 이런 중성적인 겉모습과는 달리, 귀여운 것을 무척 좋아하는 마음은 천상 여자애지만, 자신의 처지를 생각해 겉으로 표현하지 않으며, 남장을 하고 다니는 것에도 불만이 없는 척 한다.
데저트리언이 된 오빠를 구하기 위해 프리큐어로 변신하게 되고, 이를 계기로 할아버지와 오빠의 조언을 더해 억누르고 있던 자신의 감정에 좀 더 솔직해 질 수있게 된다. 이후 쿠루미 에리카의 패션 부에 입부하기로 결정한다.

## 큐어 선샤인
"햇살받는 한 송이의 꽃, 큐어 선샤인!" (일본어: 陽の光浴びる一輪の花、キュアサンシャイン！) 이미지 색은 금색.
23화에서 탄생한 프리큐어로, 본 작품에 있어서 3번째 멤버. 변신 뱅크는 다른 멤버들보다 더 화려하고 절도있는 움직임과 뚜렷한 외관변화를 보이는게 특징이다. 결정대사는 "그 마음의 어둠, 내 안의 빛으로 밝혀보이겠어!"(일본어: その心の闇、私の光で照らしてみせる！)
변신 후 복장의 기본 테마색은 금색과 주황색으로, 변신 전의 쇼트커트 갈색 머리에서 선명한 금발 트윈테일로 바뀐다. 눈동자 색도 갈색에서 밝은 노랑으로 바뀐다. 복장의 기본적인 디자인은 큐어 블로섬, 큐어 마린과 비슷하지만, 배꼽을 드러내고 있는 점이 차이점. '선샤인'이란 이름은 처음 변신했을 때 구름 사이로 쏟아져 들어온 햇살을 보고 스스로 작명한 것이다. 덧붙여, 변신 후에는 말투도 목소리도 좀 더 여성스런 느낌을 강조한다.
전투 스타일은 보통은 다른 멤버를 보조하고 지원하는 스타일이지만, 평소에도 무술을 익히고 있었기 때문에 블로섬,마린보다 개인 전투력이 더 뛰어나고 단독 전투에서도 뛰어나게 활약한다. 강력한 빛의 배리어를 만들 수도 있는 등 방어에도 뛰어나다.
기술
- 선 플라워 이지스
- 선 플라워 프로텍션
- 선샤인 플래쉬
- 선샤인 다이너마이트
- 선샤인 임팩트
- 선 플라워 이지스 임팩트

필살기
- 프리큐어 골드 포르테 버스트[5]
- 프리큐어 플로럴 파워 포르티시모